# Ernest Saint-Charles Cosson
Ernest Saint-Charles Cosson, född 22 juli 1819 i Paris, Frankrike, död 31 december 1889 i Paris, var en fransk botaniker, som var ordförande i franska botaniska sällskapet och utforskade Algeriet i botaniskt avseende. 
Auktorsnamnet Coss. kan användas för Ernest Saint-Charles Cosson i samband med ett vetenskapligt namn inom botaniken; se Wikipediaartiklar som länkar till auktorsnamnet.

## Karriär och vetenskapligt arbete
Cosson är känd för sin botaniska forskning i Nordafrika, och under sin karriär deltog han i åtta resor till Algeriet. I flera av dessa åtföljdes han av Henri-René Le Tourneux de la Perraudière, som han hedrade vid namngivningen av flera arter och släkten (till exempel Perralderia, Galium perralderii). År 1863 valdes han till president i Société botanique de France, och från 1873 till 1889 var han medlem av Académie des sciences.
År 1882 beslutade Jules Ferry, som minister för offentlig styrning, att skapa ett uppdrag att utforska Tunisiens område. Expeditionen leddes av Cosson och inrymde även botanikern Napoléon Doumet-Adanson och andra naturalister. År 1884 lades en geologisk sektion under Georges Rolland till det tunisiska vetenskapliga utforskningsuppdraget. Rolland assisterades av Philippe Thomas från 1885 och av Georges Le Mesle 1887.
Tillsammans med Jacques Nicolas Ernest Germain de Saint-Pierre publicerade Cosson den inflytelserika Atlas de la Flore des Environs de Paris.
Botaniska exemplar som samlats in av Cosson finns i många herbarier runt om i världen, såsom National Museum of Natural History, Frankrike, Harvard University Herbaria, herbariet vid Royal Botanic Gardens, Kew, National Herbarium of Victoria vid Royal Botanic Gardens Victoria, Copenhagen University Botanical Museum, New York Botanical Garden och Komarov Botanical Institute.